# Dody Dorn
Dody Dorn est une monteuse de film américaine née le 20 avril 1955 à Santa Monica, Californie.

## Biographie
Son père a travaillé dans l'industrie du cinéma comme décorateur de plateau et producteur. Elle fait ses études à Hollywood High School et se destine à une carrière de professeur de mathématiques avant de se tourner vers le cinéma. Elle travaille successivement en tant qu'assistante de production, scripte, régisseur général, puis monteur son à partir de 1982. En 1990, elle remporte le Golden Reel Award des meilleurs effets sonores pour Abyss. Peu après, elle se tourne vers le montage de film et collabore notamment avec Christopher Nolan et Ridley Scott. Elle est nommée à l'Oscar du meilleur montage en 2001 pour Memento.

## Filmographie
- 1994 : Floundering, de Peter McCarthy
- 1997 : Sick: The Life & Death of Bob Flanagan, Supermasochist, de Kirby Dick
- 1998 : I Woke Up Early the Day I Died, d'Aris Iliopulos
- 1999 : Guinevere (en), d'Audrey Wells
- 2000 : Memento, de Christopher Nolan
- 2001 : Judy Garland, la vie d'une étoile, de Robert Allan Ackerman
- 2002 : Insomnia, de Christopher Nolan
- 2003 : Les Associés, de Ridley Scott
- 2005 : Kingdom of Heaven, de Ridley Scott
- 2006 : Une grande année, de Ridley Scott
- 2007 : Year of the Dog, de Mike White
- 2008 : Australia, de Baz Luhrmann
- 2010 : I'm Still Here, de Casey Affleck
- 2010 : London Boulevard, de William Monahan
- 2012 : End of Watch, de David Ayer
- 2014 : Fury, de David Ayer
- 2016 : Ben-Hur, de Timur Bekmambetov
- 2019 : Light of My Life de Casey Affleck
- 2020 : Army of the Dead de Zack Snyder
- 2023 : Rebel Moon - Partie 1 : Enfant du feu (Rebel Moon: Part One – A Child of Fire) de Zack Snyder
- 2024 : Rebel Moon - Partie 2 : L'Entailleuse (Rebel Moon: Part Two – The Scargiver) de Zack Snyder

## Récompense
- Festival du film de Hollywood 2014 : Hollywood Editing Award pour Fury